# Епископия
Еписко̀пия (на италиански: Episcopia) е село и община в Южна Италия, провинция Потенца, регион Базиликата. Разположено е на 530 m надморска височина. Населението на общината е 1450 души (към 2012 г.).